# Maki Izumi
Maki Izumi (真木 和; Hepburn:  Izumi Maki) (Namikata, 1968. december 10. – Minó, 2018. október 18.) japán atléta, hosszútávfutó.

## Pályafutása
Az 1992-es barcelonai olimpián 10 000 méteren a 12. helyen végzett. Az 1996-os atlantai olimpián a maratoni versenyben szintén 12. lett. 1996-ban megnyerte a Nagoya Marathont.

## Egyéni legjobbjai
- 5000 m – 15:27,12 (1991)
- 10 ,000 m – 31:40,38 (1992)
- Egy órás futás – 17 693 m (1994)
- 20 000 m – 66:48 (1993)
- félmaraton – 68:18 (1996)
- maraton – 2:27:32 (1996)

## Sikerei, díjai
- Nagoya Marathon
  - győztes: 1996